# Петропавловский район (Чечня)
Петропавловский райо́н — административная единица в составе Чеченской АО, а затем Чечено-Ингушской АО РСФСР. Административный центр — село Петропавловское.

## История
Район был образован 8 марта 1926 года Указом Президиума Верховного Совета РСФСР из части бывших казачьих станиц Сунженской линии Терской области (станицы были переименованы в села).
1 августа 1934 года ВЦИК постановил Петропавловский район, Чечено-Ингушской автономной области ликвидировать, включив его территорию в образуемый Грозненский район

## Население
По данным Всесоюзной переписи 1926 года:
- русские — 4904 (91,7 %)
- украинцы — 219 (4,1 %)
- чеченцы — 104 (1,9 %)
- армяне — 14 (0,3 %)

## Административный состав
- Горячеисточненский сельсовет — с. Горячеисточненское (быв. ст. Барятинская)
- Ильинский сельсовет — с. Ильинское (быв. ст. Ильинская)
- Первомайский сельсовет — с. Первомайское (быв. ст. Мамакаевская), х. Подгорный
- Петропавловский сельсовет — с. Петропавловское (быв. ст. Петропавловская)